# Épissure mécanique
Pour les articles homonymes, voir Épissure.

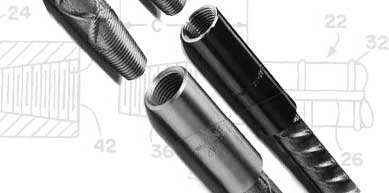
Épissures mécaniques

Les épissures mécaniques ou barres d'armature mécanique sont utilisées pour joindre de longues barres en renforçant l'alliage.

## Présentation
Les exigences du Code du bâtiment de maçonnerie demandent maintenant des longueurs de recouvrement pour certaines tailles de barres. Ces changements signifient plus de congestion dans les cellules de maçonnerie et une construction plus difficile. Pour pallier ce problème, les constructeurs peuvent soit utiliser des blocs à cellules ouvertes, qui sont plus chers, soit utiliser des coupleurs de barres d'armature mécaniques pour éliminer les vides ou espaces. 
Les coulpeurs de barres renforcées disposent de toutes les caractéristiques souhaitables dans un système de barres d'armature de jointures combiné à une simplicité inégalée d'installation. 
Les coupleurs sont conçus pour raccorder les barres de même diamètre en laissant une barre libre de se déplacer en mouvement rotatif.

## Avantages
Les avantages de l'utilisation d'une connexion de barres d'armature mécanique sont :
- la conception conique filetée avec auto-alignement assure l'intégrité de la continuité et de structure ;
- les barres d'épissure se comportent comme des longueurs continues de barres d'armature en acier, en fournissant la pleine force au niveau de la traction et compression ;
- rapide et facile à installer ;
- développe une résistance supérieure au joint d'épissage en béton armé.